# يوليوس إيستمان
يوليوس إيستمان (بالإنجليزية: Julius Eastman) هو مغني وملحن أمريكي، ولد في 27 أكتوبر 1940 في إثاكا في الولايات المتحدة، وتوفي في 28 مايو 1990 في بوفالو في الولايات المتحدة.

## وصلات خارجية
- يوليوس إيستمان على موقع ميوزك برينز (الإنجليزية)
- يوليوس إيستمان على موقع أول ميوزيك (الإنجليزية)
- يوليوس إيستمان على موقع ديسكوغز (الإنجليزية)